# Рафал Муравський
Рафал Муравський (пол. Rafał Murawski, МФА: [ˈrafaw muˈrafski], нар. 9 жовтня 1981, Мальборк) — польський футболіст, півзахисник клубу «Погонь» (Щецин).

## Клубна кар'єра
У дорослому футболі дебютував 1999 року виступами за команду клубу «Геданья» (Гданськ).
Своєю грою за цю команду привернув увагу представників тренерського штабу клубу «Арка» (Гдиня), до складу якого приєднався 2000 року. Відіграв за цю команду наступні чотири сезони своєї ігрової кар'єри. Більшість часу, проведеного у складі «Арки», був основним гравцем команди.
Протягом 2004–2006 років захищав кольори команди клубу «Аміка» (Вронкі).
2006 року уклав контракт з познанським «Лехом», у складі якого провів наступні три роки своєї кар'єри гравця. Граючи у складі «Леха» також здебільшого виходив на поле в основному складі команди.
Протягом 2009–2010 років захищав кольори команди російського клубу «Рубін» (Казань). Виборов з командою Чемпіон Росії
2011 року повернувся до «Леха». Після повернення встиг відіграти за команду з Познані понад 40 матчів в національному чемпіонаті.

## Виступи за збірну
2006 року дебютував в офіційних матчах у складі національної збірної Польщі. Наразі провів у формі головної команди країни 48 матчів, забивши 1 гол.
У складі збірної був учасником чемпіонату Європи 2008 року в Австрії та Швейцарії.

## Титули і досягнення
- Чемпіон Росії (1):

«Рубін»: 2009
- Володар Суперкубка Росії (1):

«Рубін»: 2010